# مقاطعة بوردين (تكساس)
مقاطعة بوردين (بالإنجليزية: Borden  County)‏ هي إحدى المقاطعات في ولاية تكساس، الولايات المتحدة الأمريكية، يبلغ عدد سكانها 641 نسمة طبقا لإحصاء عام 2010 .

موقع المقاطعة في ولاية تكساس

## معرض صور

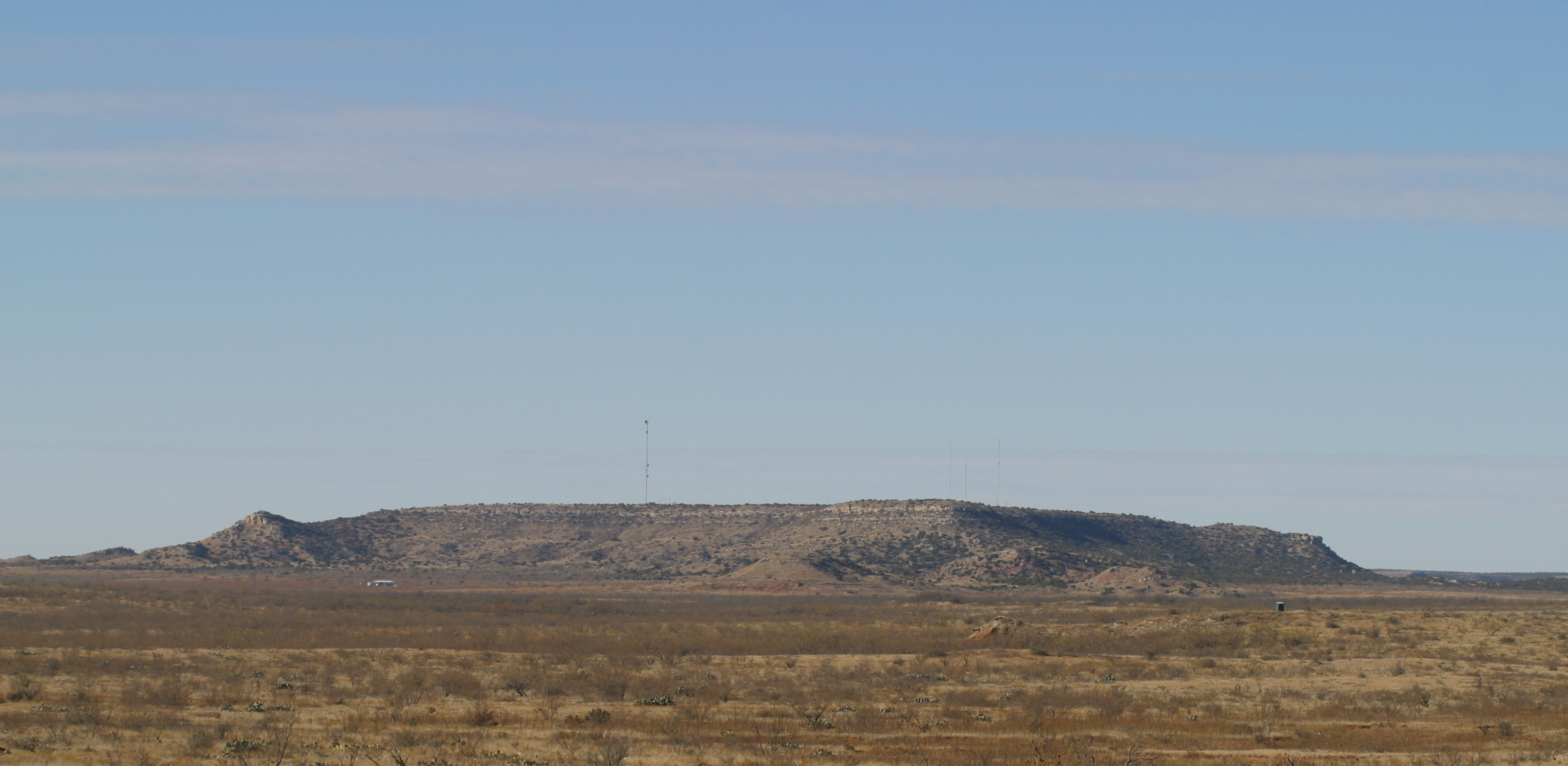
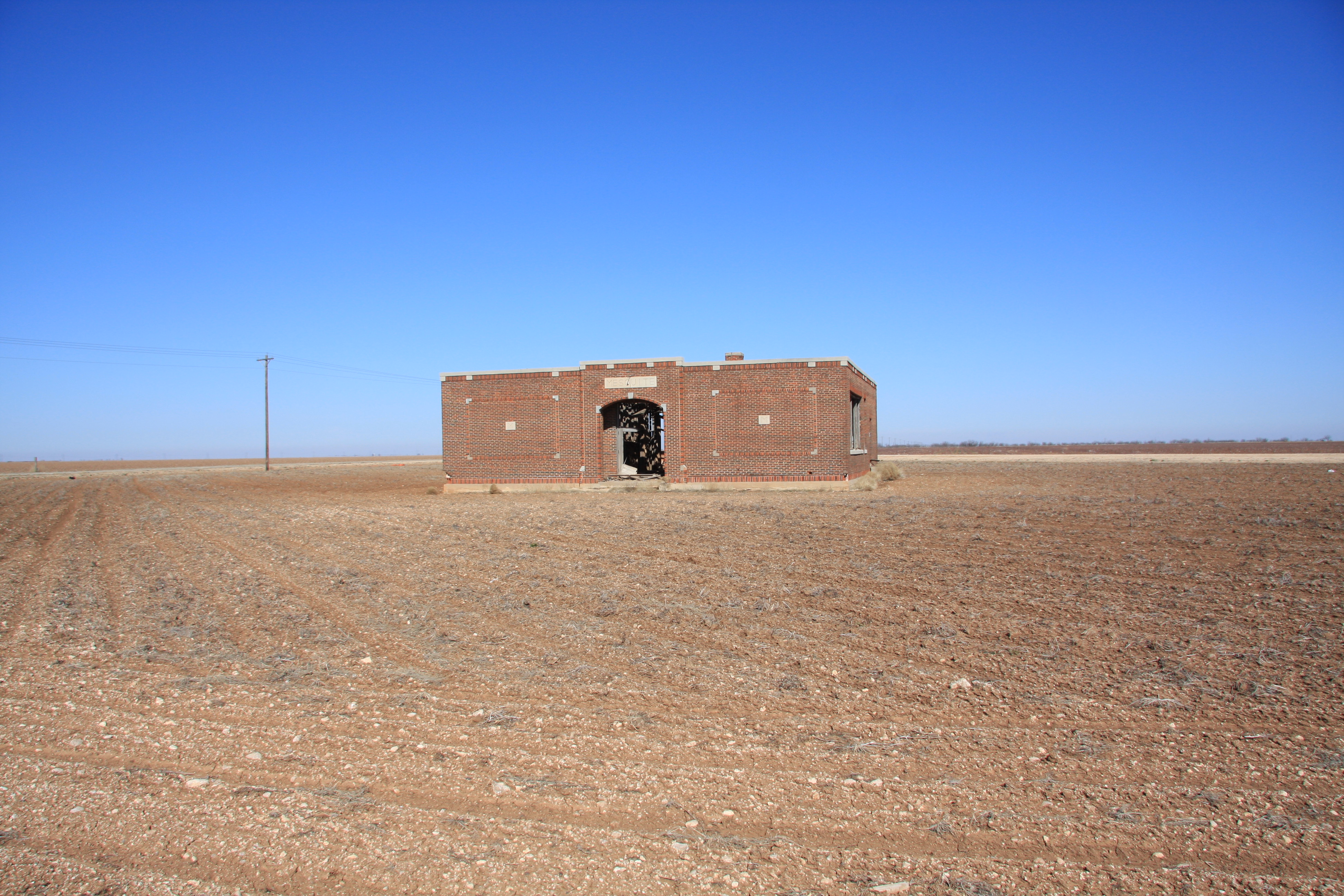
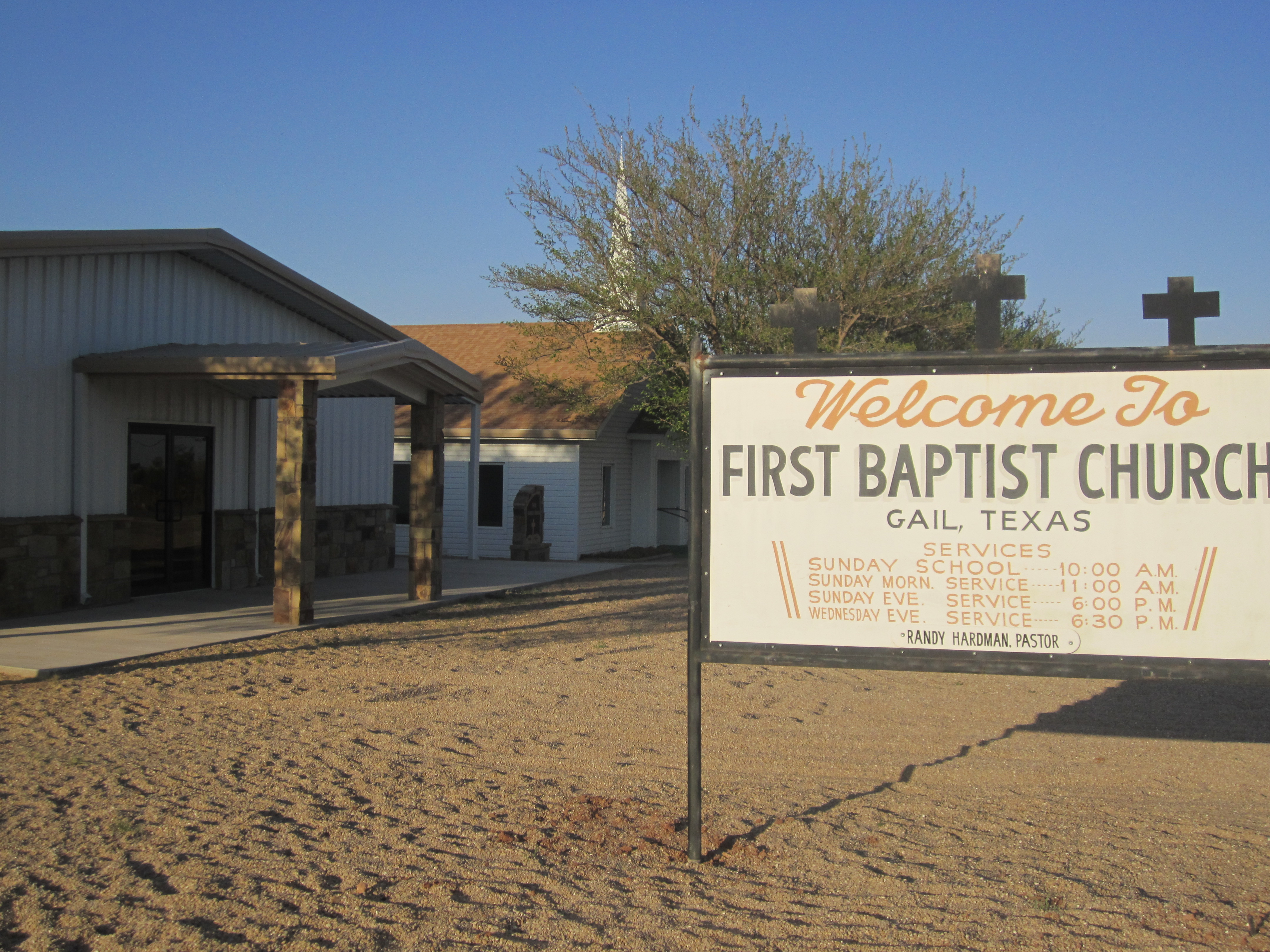
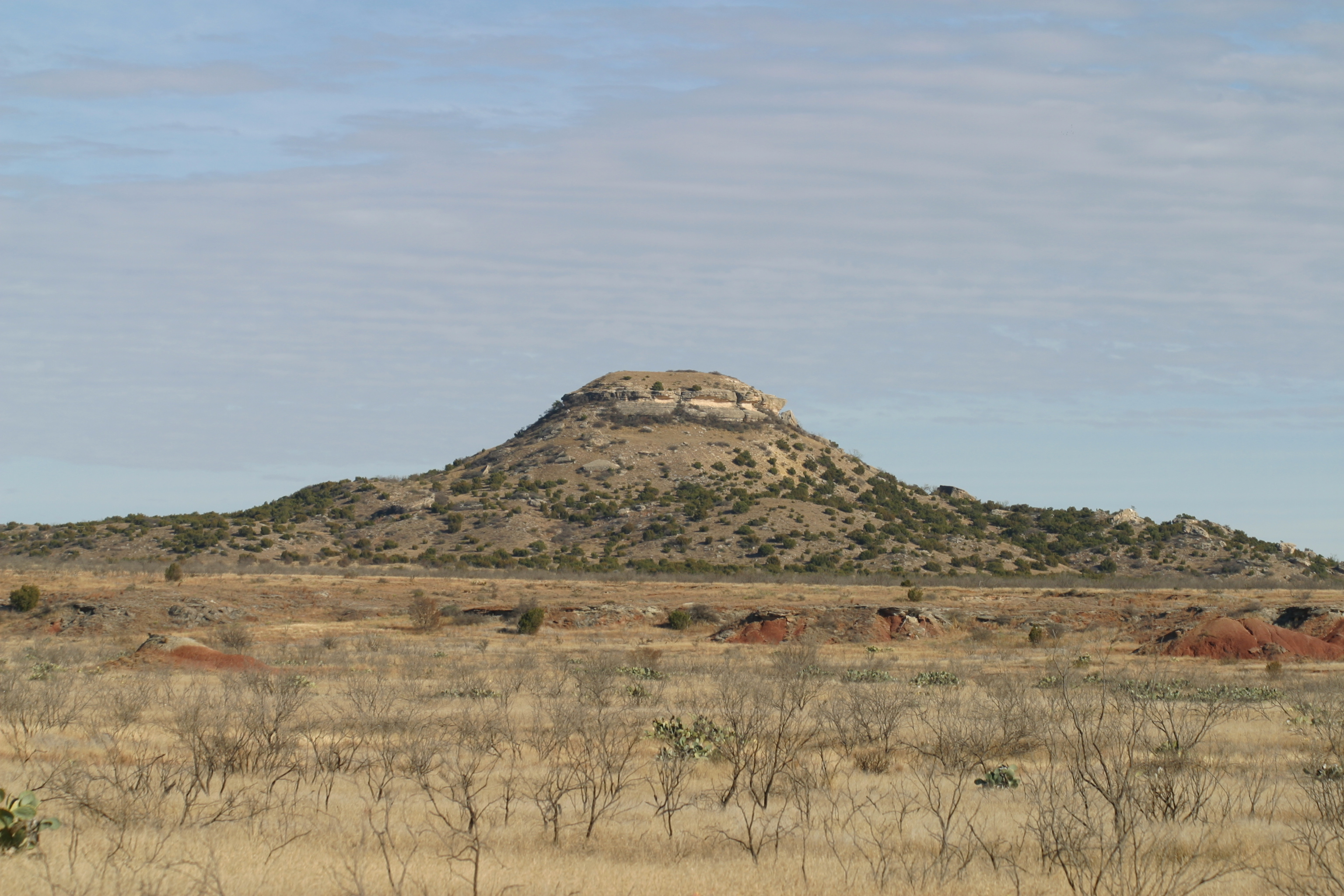